# یوژف کاردوس
یوژف کاردوس (مجاری: József Kardos; ۲۹ مارس ۱۹۶۰ – ۲۸ ژوئیهٔ ۲۰۲۲) بازیکن فوتبال اهل مجارستان بود.
از باشگاه‌هایی که در آن بازی کرده‌است می‌توان به باشگاه فوتبال اویپشت و باشگاه ورزشی واشاش اشاره کرد.
وی همچنین در تیم ملی فوتبال مجارستان بازی کرده‌است.